# AAWS
Advanced Antitank Weapon System (англ. «усовершенствованная противотанковая система вооружения» сокр. AAWS) — американская комплексная программа перевооружения сухопутных компонентов армии и морской пехоты новыми противотанковыми средствами, проводившаяся в 1980-х — начале 1990-х годах. Через несколько лет после начала работ была разбита на две субпрограммы по весовым категориям включённых проектов: 1) AAWS-M — средних, 2) AAWS-H — тяжёлых противотанковых средств пехоты. Указанные программы были связаны между собой только общим названием, развивались независимо друг от друга с различным успехом. Попутно с указанными развивались другие смежные программы разработки вооружения («Эйдатс» и «Танк брейкер»), отдельные проекты и наработки из которых периодически «мигрировали» из одной программы в другую и обратно, поскольку набор задействованных коммерческих структур-подрядчиков был практически один и тот же у всех перечисленных программ, кооперировавшихся друг с другом по отдельным вопросам. Программы по модернизации и продлению срока эксплуатации уже имеющегося арсенала противотанковых средств велись одновременно.

## AAWS-M

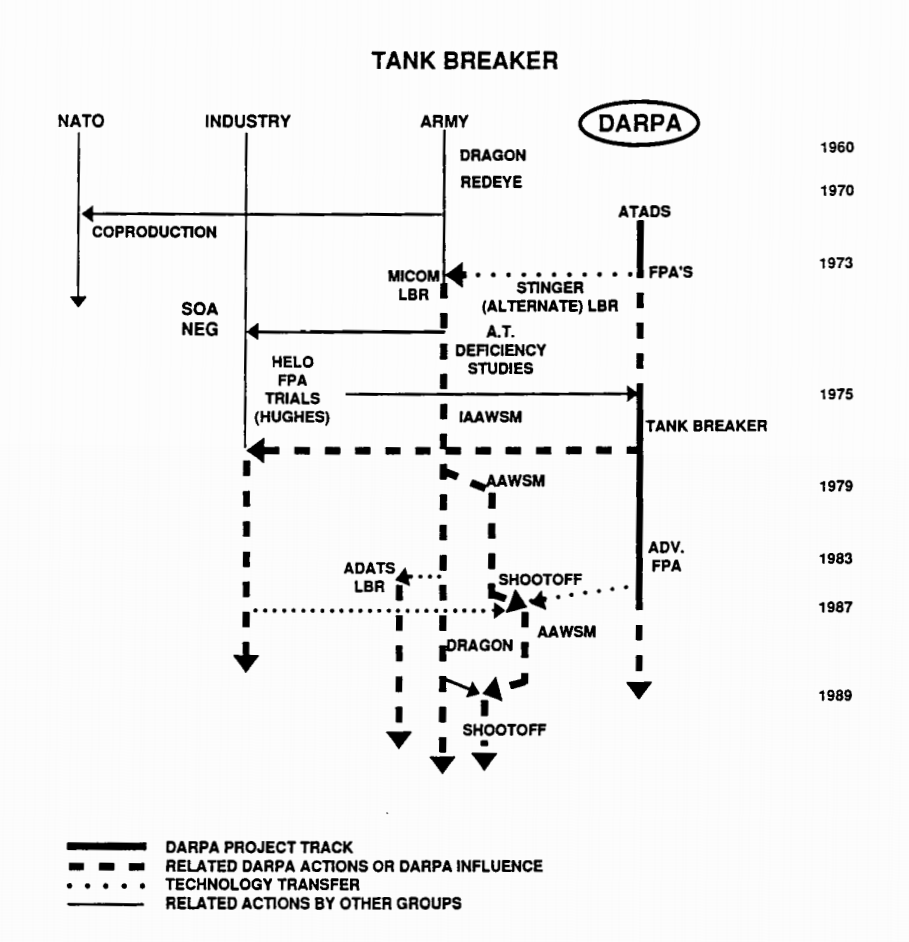
Хронология программы AAWS-M среди других программ разработки вооружения ДАРПА

Advanced Antitank Weapon System Medium («средний противотанковый ракетный комплекс», сокр. AAWS-M [ˈɔːsəm] чит. «Awesome», «О́сом» в знач. «потрясающий») — программа по разработке переносных противотанковых ракетных комплексов второго и третьего поколения на замену лёгких комплексов «Дракон» и тяжёлых комплексов «Тоу». Велась в несколько этапов, по сути, после каждого этапа программу де-факто приостанавливали и впоследствии её приходилось неоднократно возобновлять, — консервативная часть армейского генералитета, ответственная за вопросы перевооружения и материально-технического обеспечения, всячески сопротивлялась внедрению передовых, но весьма ресурсозатратных достижений научно-технического прогресса в военном деле. Старт программе был дан в 1979 году, на начальном этапе она курировалась Агентством по перспективным оборонным научно-исследовательским разработкам (ДАРПА) в сугубо научно-исследовательском порядке и о постановке опытных прототипов на вооружение речь не шла. На промежуточном этапе в 1984—1985 годах потенциальным заказчиком и контролирующей инстанцией выступал Корпус морской пехоты, который в итоге отказался от закупок перспективных образцов и дальнейшего финансирования программы в пользу принятого вскоре на вооружение усовершенствованного «Дракона-2» и программы модернизации уже имеющихся на вооружении 106-мм безоткатных орудий. На завершающем этапе, который растянулся на две фазы — финал конкурсного отбора в 1986—1989 годах и подготовка к постановке победившего образца на вооружение в 1989—1996 годах, контроль над ходом работ взяло на себя Управление ракетных войск Армии США. Этап конкурсного отбора начался с того, что его не прошёл ПТРК «Страйкер» от компании «Рэйтеон» — самый лёгкий носимый противотанковый ракетный комплекс в истории, который в отличие от образцов других конкурсантов был разработан задолго до объявления конкурса и дорабатывался в течение многих лет. Среди прошедших отбор, оказались ПЗРК с лазерным наведением «Сейбр» от корпорации «Форд аэроспейс» (впоследствии отэволюционировавший в ПТРК и известный как «Топкик»), универсальный комплекс с управлением по проводам «Фог» от компании «Хьюз эйркрафт» и не имеющий собственного названия образец с инфракрасной головкой самонаведения от компании «Тексас инструментз» (впоследствии известный как «Джавелин»). После длительных войсковых испытаний, победу в итоге по решению жюри конкурса одержал последний. Призом конкурса был заказ у победителя 5 тыс. ПТРК и 58 тыс. ракет для армии, 2 тыс. ПТРК и 16 тыс. ракет для частей морской пехоты (исходно предполагалось закупить 90 тыс. ракет, однако до времени окончания конкурса заказ был снижен на 16 тыс.) с 36 месяцами отсрочки для доводки комплекса и плановой постановкой на вооружение в 1994 году. Однако потребовалось семь лет со времени его победы в конкурсе, прежде чем его серийный образец попал в руки военнослужащих, в течение которых предпринимались неоднократные контратаки со стороны консервативной части армейского командования и попытки замещения его более дешёвыми и примитивными противотанковыми средствами под предлогом экономии бюджетных средств. Здесь, на арену вышел «Дракон-3» от «Макдоннел-Дуглас», а также были приглашены иностранные производители вооружения со своими опытными образцами, — «Милан-2» от франко-германского консорциума «Аэроспасьяль»/«Мессершмитт-Бёльков-Блом», «Билл» от шведского концерна «Бофорс» и «Швейцарский Дракон» от промышленной группы «Руаг», закупать который предлагалось напрямую у правительства Швейцарии. Тем не менее, тенденции к внедрению высоких технологий взяли верх над соображениями экономии и в итоге «Джавелин» был принят на вооружение.

## AAWS-H

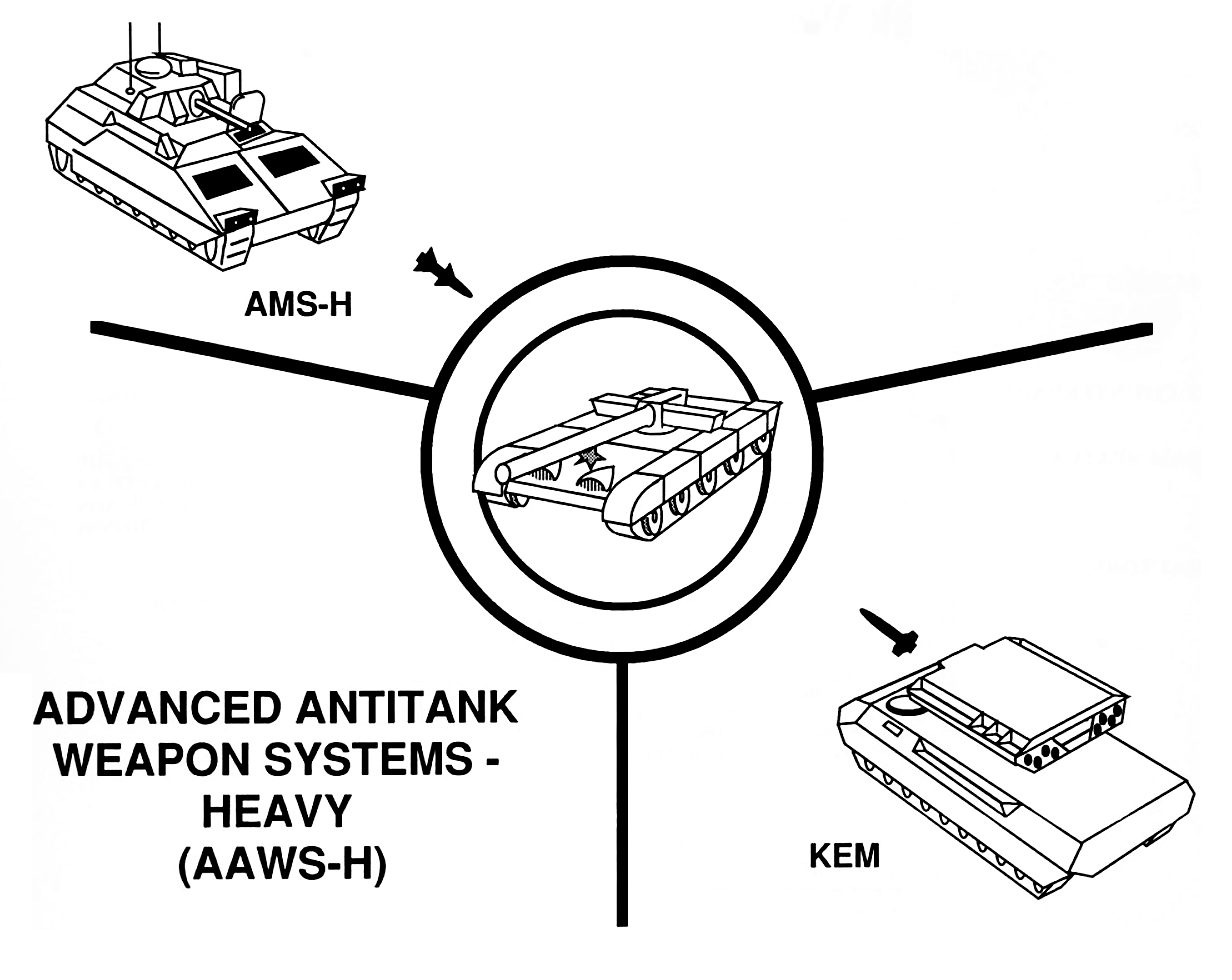
Два подхода к реализации проекта: кумулятивная (слева) и кинетическая (справа) боевая часть

Advanced Antitank Weapon System Heavy («тяжёлый противотанковый ракетный комплекс») — программа по разработке комплексов управляемого вооружения танков и противотанковых управляемых реактивных снарядов, а также тяжёлых комплексов, переносимых и обслуживаемых расчётом в 3—4 человека или перевозимых на машинах повышенной проходимости. Сходу разделилась на два самостоятельных конкурирующих направления: разработки вооружений с кинетическим бронебойным поражающим элементом подкалиберного типа и кумулятивных боеприпасов с боевой частью тандемного типа. Здесь сошлись между собой кинетический реактивный управляемый снаряд «Кем» от корпорации «Эл-ти-ви» и авиационный ПТУР «Хеллфайр» от компании «Эмерсон электрик», модифицированный для стрельбы с сухопутных транспортных средств. Кроме предложенных перспективных образцов, компания «Хьюз» представила проект КУВТ «Эй-эм-эс-эйч» (AMS-H), по сути своей являющийся модифицированным «Тоу». Вышеупомянутая «Тексас инструментз» участвовала в разработке всех трёх перечисленных прототипов, работая над системами наведения для них. Под данную программу подогнали вообще любые смежные программы и курируемые армейскими структурами проекты дальнобойных пехотных ракет, которые бы могли использоваться для борьбы с танками и бронетехникой противника, среди прочих в AAWS-H плавно перетекла программа разработки комплекса противовоздушной обороны переднего края (Forward Area Air Defense System, сокр. FAADS). За отсутствием других конкурентов (предусмотрительно не допущенных до участия в конкурсе) победу одержал «Кем», за время конкурса модифицированный до своей новой модели под названием «Лоусат», принятой на вооружение, но не пошедшей в серийное производство из-за бюджетных сокращений, уступив место модифицированному «Тоу», который в итоге остался на вооружении в исходном виде, несмотря на все попытки его замены даже в изменённом виде.

## Хронология
За весь период работы программа прошла следующие основные вехи:
- 12 декабря 1983 — офис проекта VIPER при Управлении ракетных войск переименован в офис проекта разработки усовершенствованного переносного противотанкового комплекса (AMWS), ответственный за руководство проектами AMWS, AT4, M72E4.
- 13 апреля 1984 — заместитель начальника штаба Армии США по науке генерал-лейтенант Джеймс Мерриман утвердил предварительный план создания среднего противотанкового комплекса (AAWS-M), предусматривающий проведение конкурса среди предприятий военной промышленности (индустриальных команд).
- 11 июля 1985 — помощник заместителя начальника штаба Армии США по оперативному планированию генерал-майор Джеймс Рокуэлл подписал перечень тактико-технических требований (требуемые эксплуатационные характеристики) к перспективному среднему противотанковому ракетному комплексу.
- 3 сентября 1985 — заместитель министра армии Джеймс Эмброуз и 1-й заместитель начальника штаба Армии США Максвелл Турман подписывают заключение (меморандум) экспертной комиссии об утверждении программ разработки среднего (AAWS-M) и тяжёлого (AAWS-H) противотанковых ракетных комплексов.
- 1 января 1986 — по распоряжению начальника Управления ракетных войск офис проекта разработки усовершенствованного переносного противотанкового комплекса (AMWS) переименован в офис программы разработки усовершенствованных противотанковых систем вооружения, ответственный за руководство проектами AAWS-M, AAWS-H, AT4, программой модернизации и продления сроков эксплуатации M72E4.
- 11 апреля 1991 — Совет по оборонным закупкам при Министерстве обороны США одобряет начало работ по проекту среднего противотанкового комплекса (AAWS-M).
- 2 мая 1986 — перед компаниями военной промышленности поставлено тактико-техническое задание, объявлен сбор аванпроектов.
- 15 мая 1986 — Аппарат министра обороны США опубликовал меморандум с резолюцией Совета по оборонным закупкам, утвердив финансирование проекта среднего противотанкового комплекса (AAWS-M).
- 28 августа 1986 — с тремя индустриальными командами, возглавляемыми компаниями Texas Instruments (Даллас), Hughes Aircraft (Тусон) и Ford Aerospace & Communications (Ньюпорт-Бич) заключены контракты на изготовление опытных образцов комплексов AAWS-M с ракетами для сравнительных испытаний.
- 30 июля 1987 — с корпорациями химической отрасли Dyna East (Филадельфия) и Aerojet (Тастин) заключены контракты на разработку альтернативных кумулятивных боевых частей для ракет AAWS-M.
- 6 сентября 1988 — объявлен сбор технико-экономических предложений по организации мелкосерийного производства AAWS-M.
- 26 апреля 1989 — при Управлении ракетных войск создан офис проекта LOSAT, куда передана работа по тематике тяжёлых противотанковых ракетных комплексов (AAWS-H).
- 21 июня 1989 — с совместным предприятием AAWS-M Joint Venture, образованным индустриальной командой Texas Instruments и Martin Marietta заключен контракт на изготовление предсерийных образцов средних противотанковых ракетных комплексов (TI AAWS-M) для приёмочных испытаний армией.
- август 1989 — между Управлением ракетных войск и ДАРПА подписан меморандум о взаимопонимании, предусматривающий передачу технологий фокальноплоскостных матричных приёмников инфракрасного излучения, пять различных моделей приёмников разработанных по заказу ДАРПА предоставлены Управлению ракетных войск, а им переданы в распоряжение инженеров компании Texas Instruments для интеграции в ГСН комплекса TI AAWS-M.
- 25 октября 1989 — с американским филиалом немецкого концерна Messerschmitt-Boelkow-Blohm — компанией Conventional Munitions Systems (Тампа) заключен контракт на разработку облегчённой кумулятивной БЧ повышенной мощности с увеличенной пробивающей способностью для TI AAWS-M.
- январь 1990 — начало испытаний БЧ TI AAWS-M.
- сентябрь 1990 — Исследовательский центр компании Hughes Aircraft в Санта-Барбаре завершил доводку фокальноплоскостного матричного приёмника.
- 15 октября 1991 — противотанковому ракетному комплексу TI AAWS-M официально присвоено словесное название Javelin. Из перечня задач, поставленных перед офисом разработки усовершенствованного среднего противотанкового комплекса выведена в отдельное направление разработка облегчённого комплекса MPIM.